# Chagang
Chagang (kor. 자강도, Chagang-do) – jest prowincją w Korei Północnej. Od północy graniczy z Chinami, od wschodu z Ryanggang i Hamgyŏng Południowym, od południa z P’yŏngan Południowym i od strony zachodniej z P’yŏngan Północnym. Prowincja ta w 1949 roku została wyłączona z prowincji P’yŏngan Północny. Stolicą jest Kanggye.

## Podział administracyjny
Chagang podzielone jest na 3 miasta (kor. "Si") i 15 powiatów (kor. "Kun").

### Miasta
- Kanggye-si (강계시; 江界市; w grudniu 1949 przemianowane z powiatu)
- Hŭich’ŏn-si (희천시; 熙川市; miasto od października 1967)
- Manp’o-si (만포시; 滿浦市; miasto od października 1967)

### Powiaty
- Changgang-kun (장강군; 長江郡)
- Chasŏng-kun (자성군; 慈城郡)
- Chŏnch’ŏn-kun (전천군; 前川郡)
- Ch’osan-kun (초산군; 楚山郡)
- Chunggang-kun (중강군; 中江郡)
- Hwap’yŏng-kun (화평군; 和坪郡)
- Kop’ung-kun (고풍군; 古豐郡)
- Rangnim-kun (랑림군; 狼林郡)
- Ryongnim-kun (룡림군; 龍林郡)
- Sijung-kun (시중군; 時中郡)
- Sŏnggan-kun (성간군; 城干郡)
- Songwŏn-kun (송원군; 松原郡)
- Usi-kun (우시군; 雩時郡)
- Tongsin-kun (동신군; 東新郡)
- Wiwŏn-kun (위원군; 渭原郡)